# Bogatxivka
Bogatxivka (en (ucraïnès): Богачівка) és un poble de la República Autònoma de Crimea a Ucraïna, que el 2014 tenia 57 habitants. Pertany al districte rural de Krasnoperekopsk. Fins al 1948 la vila es deia Baissarí.